# Oxyopomyrmex
Oxyopomyrmex é um gênero de insetos, pertencente a família Formicidae.